# Misty May-Treanor
Misty Erie May-Treanor (Costa Mesa, 30 de julio de 1977) es una deportista estadounidense que compitió en voleibol, en la modalidad de playa.
Participó en cuatro Juegos Olímpicos de Verano, entre los años 2000 y 2012, obteniendo en total tres medallas de oro, en Atenas 2004, en Pekín 2008 y en Londres 2012, las tres haciendo pareja con Kerri Walsh Jennings.
Ganó cuatro medallas en el Campeonato Mundial de Vóley Playa entre los años 2003 y 2011.

## Palmarés internacional
| Juegos Olímpicos   | Juegos Olímpicos        | Juegos Olímpicos | Juegos Olímpicos     |
| Año                | Lugar                   | Medalla          | Pareja               |
| ------------------ | ----------------------- | ---------------- | -------------------- |
| 2004               | Atenas (Grecia)         | Medalla de oro   | Kerri Walsh          |
| 2008               | Pekín (China)           | Medalla de oro   | Kerri Walsh          |
| 2012               | Londres (Reino Unido)   | Medalla de oro   | Kerri Walsh Jennings |
| Campeonato Mundial |                         |                  |                      |
| Año                | Lugar                   | Medalla          | Pareja               |
| 2003               | Río de Janeiro (Brasil) | Medalla de oro   | Kerri Walsh          |
| 2005               | Berlín (Alemania)       | Medalla de oro   | Kerri Walsh          |
| 2007               | Gstaad (Suiza)          | Medalla de oro   | Kerri Walsh          |
| 2011               | Roma (Italia)           | Medalla de plata | Kerri Walsh Jennings |